# Андреа Агілера
Андреа Вікторія Агілера Паредес (ісп. Andrea Victoria Aguilera Paredes, нар. 27 квітня 2001, Лос-Ріос, Еквадор) — еквадорська модель, переможниця конкурсу «Міс Наднаціональна 2023».
Раніше вона була «Міс Ґранд Еквадор 2021» і представляла Еквадор на конкурсі «Міс Гранд Інтернешнл 2021», де вона посіла друге місце.

## Життєпис
Агілера народилася 27 квітня 2001 року в Вентанасі. Вона вивчала медицину в Університет Гуаякіля і вступила до Університету спеціальностей Святого Духа в Гуаякілі, щоб здобути ступінь бакалавра з міжнародного бізнесу.

## Конкурс краси

### Королева Лос-Ріоса 2019
Агілера розпочала свою кар'єру у 2018 році після того, як виборола право представляти Вентанас на традиційному конкурсі своєї провінції «Королева Лос-Ріоса». Агілера приєдналася до конкурсу 16 вересня, коли її оголосили учасницею. 27 вересня 2019 року Агілера виграла провінційний конкурс.

### Міс Земля Еквадор 2019
Перед тим, як взяти участь у конкурсі Reina de Los Rios. Агілера взяла участь у національному конкурсі «Міс Земля», де фінішувала як «Міс Земля Еквадор — Вогонь» (3-тє місце), у фінальному гала-концерті.

### Національний конкурс краси Еквадору 2020
У грудні 2019 року Агілера виграла конкурс «Міс Нова модель Маганізе 2020», де переможницю відправляють безпосередньо на національний конкурс CNB Ecuador. У лютому 2020 року її оголосили однією з 20 делегаток, які змагатимуться за титул CNB Ecuador 2020, але Агілера вирішила відмовитися від участі у конкурсі через пандемію COVID-19. Її відмова дала їй можливість автоматично повернутися в наступний випуск.

### Міс Гранд Еквадор 2021
26 червня 2021 року Агілера представляла Лос-Ріос на «Міс Гранд Еквадор 2021» у Гуаякілі та виграла титул.
4 грудня 2021 року Агілера представляла Еквадор на конкурсі «Міс Гранд Інтернешнл 2021» у Бангкоку, Таїланд, де посіла друге місце.

### Міс Наднаціональна 2023
14 липня 2023 року Агілера також представляла Еквадор на «Міс Наднаціональна 2023» у місті Новий Сонч, Польща. На конкурсі Агілера потрапила до 24 найкращих, потім до 12 найкращих і, зрештою, до 5 найкращих, а потім була оголошена переможницею конкурсу, та змінила Лалела Мсване з ПАР, яка була переможницею у 2022 році. Після перемоги Агілера стала першою жінкою з Еквадору, яка отримала титул Міс Наднаціональна.

## Покликання
- Андреа Агілера  у соцмережі «Instagram»